# カイロ大学
カイロ大学（アラビア語: جامعة القاهرة (Jāmi‘a al-Qāhira), 英語: Cairo University）は、エジプトのギーザにある国立総合大学。

## 概要
10世紀からあるアズハル学院が宗教教育の代表的最高学府であるのに対して、カイロ大学はイギリス保護国時代の1908年に、世俗教育の総合大学として設立された。現在でも、アズハル学院が改組された総合大学のアズハル大学と並ぶエジプトを代表する大学である。主な学部は文学部、法学部、経済学部、商学部、工学部、農学部、医学部、薬学部など。文学部には日本語・日本文学科がある。
アラブ諸国や非アラブのイスラム教国からの学生も多く集まり、自由な学風を育んでいる。ガザ地区がかつてエジプト領であったこともあってパレスチナからやってきた学生の数も多く、1950年代末にはカイロ大学のパレスチナ人学生の組織である「パレスチナ学生連合」のメンバーを中心にパレスチナ解放を目的とした「ファタハ」が結成された。
古代エジプト研究の中心的な地位を占め、特に考古学科には世界中からの留学生が集まる（日本人では吉村作治、近藤二郎など）。

## カイロ大学出身者
- アフマド・ザキー・ヤマーニー（サウジアラビア石油大臣）
- アムル・ムーサー（アラブ連盟事務局長）
- イサーム・シャラフ（エジプト首相）
- ターハー・フセイン（エジプトの文学者）
- シェヌーダ3世（コプト正教会総主教）
- ナギーブ・マフフーズ（ノーベル文学賞受賞作家）
- ハマド・ビン・ジャーシム・ビン・ジャブル・アール＝サーニー（カタル首相兼外相）
- ブトロス・ブトロス＝ガーリー（国際連合事務総長）
- モハンマド・エル＝バラーダイー（IAEA事務局長）
- ヤーセル・アラファート（パレスチナ解放機構議長）
- ムハンマド・バディーウ（ムスリム同胞団第8代最高指導者）
- ムハンマド・ムルシー（エジプト第5代大統領）
- アブドルハリーム・アブーガザーラ（エジプト国防大臣、陸軍元帥）
- マフムード・ジブリール（リビア国民評議会執行委員会委員長）
- ワリード・アル＝ムアッリム（シリア外相）
- アムル・ハーレド（イスラーム伝教師）
- アーデル・アミン・サーレ（カイロ大学日本語日本文学科長・教授）
- エバ・ハッサン（アラビア語・日本語の通訳家）
- 西森マリー（ジャーナリスト）
- 大砂嵐金崇郎（大相撲力士、休学して来日）
- リーム・アハマド（カイロ大学日本語日本文学科専任講師、日本在住）
- ムハンマド・サルマーウィー

### 日本国籍者
- 小笠原良治[1]（大東文化大学名誉教授）[2]
- 師岡カリーマ・エルサムニー（エッセイスト、翻訳家）
- 並河健（奈良県天理市長）
- 小池百合子（東京都知事）[3][4]